# سیارک ۳۲۲۹۴
سیارک ۳۲۲۹۴ (به انگلیسی: 32294 Zajonc، نامگذاری:2000QN9) سی و دو هزار و دویست و نود و چهارمین سیارک کشف شده‌است که در ۲۶ اوت ۲۰۰۰ کشف شد.